# Recueil philosophique (Naigeon)
Le Recueil philosophique ou Mélange de pièces sur la religion et la morale par différents auteurs est un recueil de textes philosophiques édité par Jacques-André Naigeon et publié par Marc-Michel Rey à Amsterdam en 1770. La tendance générale des textes est l'athéisme.

## Textes du recueil et attributions
L'ouvrage a pour thème la remise en question des principes de la religion et professe donc l'athéisme. Cela explique l'anonymat et les fausses attributions retenues par l'éditeur. Barbier a rétabli plusieurs attributions, sans doute avec l'aide de Naigeon, proche de d'Holbach et de Diderot au cœur de ce volume.
| Sommaire | Attribution par Barbier |
| --- | ----------------------- |
| Le Philosophe par M. Du Marsais                                                                               |                         |
| De la raison. Par le même                                                                                     |                         |
| De l'indifférence des religions. Anonyme                                                                      |                         |
| De la foi & de la révélation. Traduit de l'Anglois                                                            |                         |
| De la suffisance de la religion naturelle. Par Mr de Vauvenargues                                             | Denis Diderot           |
| Réflexions sur les craintes de la mort                                                                        | d'Holbach               |
| Réflexions sur l'argument de M. Pascal & de M. Locke concernant la possibilité d'une autre vie. Par M. Fréret | Fontenelle              |

| Sommaire                                                                                                   | Attribution par Barbier                                     |
| --- | ----------------------------------------------------------- |
| Sentimens des Philosophes sur la nature de l'âme. Par M. Mirabaud                                          |                                                             |
| Dissertation sur l'immortalité de l'âme. Traduit de l'Anglois                                              | texte de David Hume, traduit par d'Holbach                  |
| Dissertation sur le suicide. Traduit de l'Anglois                                                          | d'Holbach                                                   |
| Problème important. La Religion est elle nécessaire à la morale, & utile à la politique ?. Par M. Mirabaud | d'Holbach                                                   |
| Pensées sur la religion. Anonyme                                                                           | Diderot                                                     |
| Extrait d'un livre Anglois qui a pour titre Le Christianisme aussi ancien que le monde                     | extrait d'un texte de Matthew Tindal, traduit par d'Holbach |
| Lettre de Burigny au sujet du livre intitulé La Certitude des preuves du Christianisme par Mr. Bergier     |                                                             |
| De l'Origine des principes religieux                                                                       | Meister                                                     |